# Tourriers
Tourriers é uma comuna francesa na região administrativa da Nova Aquitânia, no departamento de Charente. Estende-se por uma área de 6,77 km². Em 2010 a comuna tinha 767 habitantes (densidade: 113,3 hab./km²).